# De Vogelstruijs
De Vogelstruijs of Vogelstruys was een Haarlemse brouwerij aan het einde van de 16e en het begin van de 17e eeuw.
De brouwerij was in het bezit van Pieter Jacobsz Olycan (1572-1658), een lid van een belangrijke Haarlemse brouwersfamilie. Olycan bezat gelijktijdig de brouwerij Het Hoefijzer. Dat pand bestaat niet meer.